# Pascal Ulli

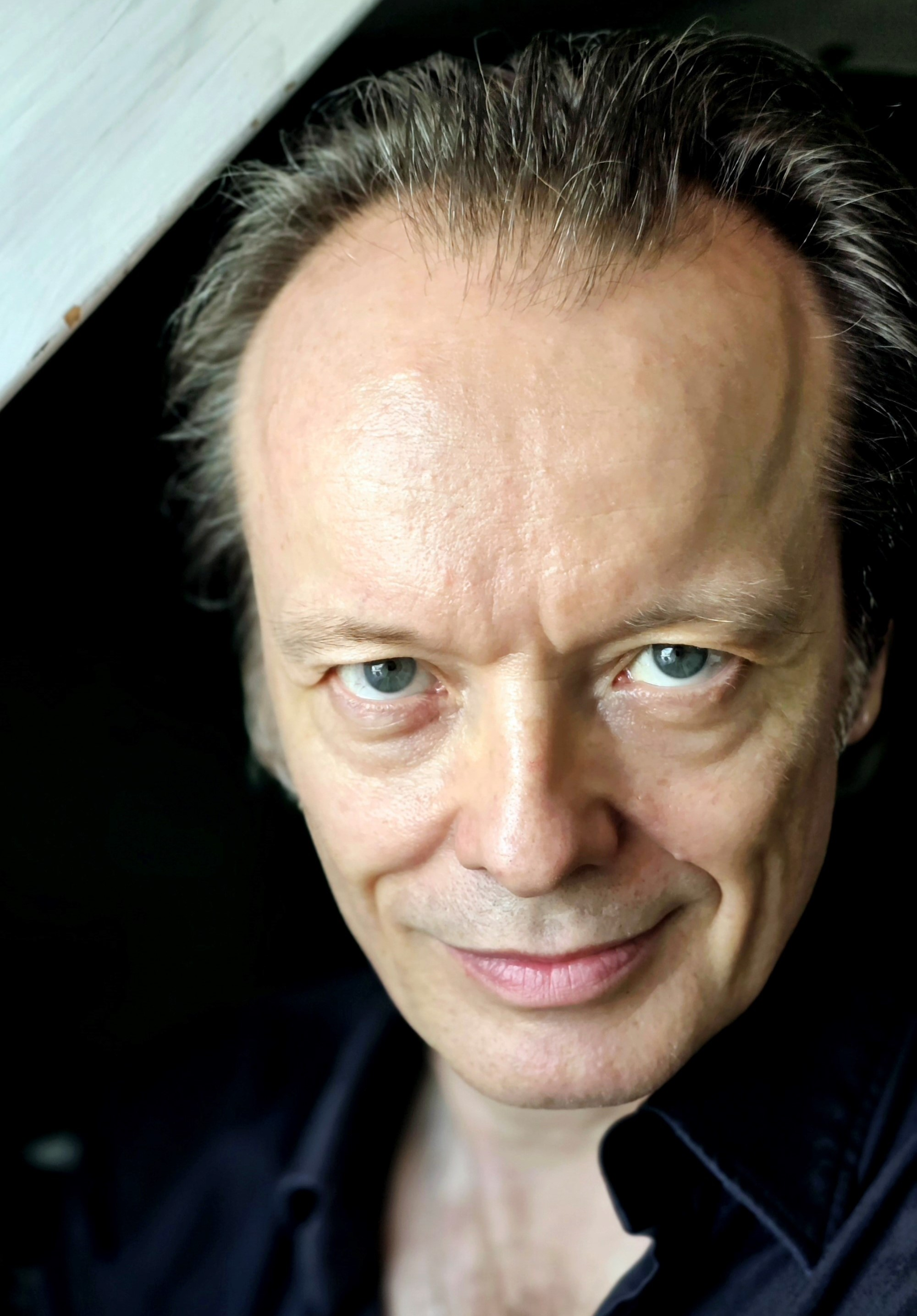
Pascal Ulli 2024

Pascal Ulli (* 22. September 1969 in Bern) ist ein Schweizer Schauspieler, Produzent und Regisseur.

## Leben und Wirken
Pascal Ulli erhielt bereits in seiner Schulzeit privaten Schauspielunterricht bei Marie-Louise Lang-Willi. Er ging nach dem Abitur an das HB Studio, wo er unter der Leitung von Uta Hagen in New York ausgebildet wurde. Dort lernte Ulli die amerikanische Schauspielkunst Method Acting kennen und beschäftigte sich seitdem sehr intensiv mit dieser Methode der Schauspielerei. Er arbeitet seit 1993 als Schauspieler, Produzent und Regisseur.
Ulli war zusammen mit Igor Bauersima, Ingrid Sattes und Alexander Seibt Gründer und Produzent der OFF OFF Bühne. Außerdem ist er Produzent von Independent Theater Produktionen und der spielplatzfilme GmbH. Mit seiner ersten Regiearbeit 'The Basketball Diaries' wurde er nach New York ans Fringe Festival eingeladen.
Ullis erster Auftritt im Kino war seine Rolle als „Klaus Koska“ in Nacht der Gaukler  von Michael Steiner. Für diese Darstellung erhielt er im Jahr 1996 beim 9. internationalen Filmfestival in Genf den Publikumspreis als bester europäischer Nachwuchsschauspieler. 2014 wird Ulli als «Beste Darstellung in einer Nebenrolle» für seine Darstellung des Junkie Ueli im besten Schweizer Film des Jahres 2014 Der Goalie bin ig für den Schweizer Filmpreis «Quarz» nominiert. Ulli hat für diese Filmrolle 15 Kilo in 10 Wochen abgenommen.
2008 übernimmt Ulli zusammen mit Andreas Bernatschek den drittältesten Filmverleih der Schweiz, die Stamm Film AG. Seither bringt er neben seiner Tätigkeit als Schauspieler und Produzent jedes Jahr mehrere Filme in die Schweizer Kinos.
Seit 2014 arbeitet Ulli mit Beat Schlatter zusammen. Gemeinsam haben die beiden Multitalente 5 Theaterstücke produziert, bei denen Ulli auch Regie geführt und mitgespielt hat. Beat Schlatter ist jeweils für die Grundidee verantwortlich, spielt die Hauptrolle und ist Ko-Autor.
2023 brachte Pascal Ulli das Motivationsbuch Sei eine Träumer/in, werde Schauspieler/in für junge Schauspielerinnen und Schauspieler heraus.
Er ist seit 2015 mit Sibylla Ulli verheiratet und Vater zweier Kinder.

## Filmografie (Auswahl)

### Darsteller

#### Kino
- 1996: Nacht der Gaukler
- 1999: Lilien (Kurzfilm)
- 1999: Hinter dem Regenbogen
- 2000: Nomina Domini (Kurzfilm)
- 2000: Making Off
- 2002: Brombeerchen
- 2003: Der Code (Kurzfilm)
- 2005: Snow White
- 2005: Emilia
- 2006: Eden
- 2006: Hybrid
- 2007: Ameisenweg
- 2007: Ferien
- 2007: Der letzte Briefkasten
- 2008: Raumpatrouille
- 2008: Wo ist Max
- 2011: Der böse Onkel
- 2011: El perfecto desconocido
- 2014: Der Goalie bin ig
- 2014: South of Hope Street (short)
- 2018: Mein ist die Rache
- 2020: Alina in Wonderland
- 2020: Stürm: Bis wir tot sind oder frei (Caged Birds)
- 2020: Glassboy
- 2021: Phlegm
- 2021: Saitenstich
- 2022: Mad Heidi
- 2023: South of Hope Street (feature)
- 2023: The Yellow Tie
- 2023: Bon Schuur Ticino

#### Fernsehen
- 1998: Tatort – Am Ende der Welt
- 1999: Forever Godard
- 2000: Spuren im Eis – Eine Frau sucht die Wahrheit
- 2001: Polizeiruf 110: Fliegende Holländer
- 2002: Big Deal
- 2003: Wilde Engel – Die Waffe
- 2005: Alles wegen Hulk
- 2007: Tod in der Lochmatt
- 2007: Tatort: Unter uns
- 2009: Hundeleben
- 2010: Der letzte Weynfeldt
- 2015: Der Bestatter: Schöner Schein
- 2016: Dengler: Am 12.Tag
- 2017: Ketapan
- 2020: Wilder (Staffel 2 in allen 6 Folgen)
- 2021: Undercover (Staffel 3 in 2 Folgen) für Netflix
- 2022: Die Beschatter (Staffel 1 in Eröffnungsfolge)
- 2023: Das Boot (Staffel 4 in 2 Folgen) für SKY & HULU
- 2023: All The Light We Cannot See von Shawn Levy (Miniserie in Folge 2) für Netflix

#### Theater
- 1994: Danny Shapiro in David Mamet: Sexual Perversity in Chicago. Regie: Igor Bauersima.
- 1995: Ivan Ulanov in Igor Bauersima: Tourist Saga. Regie: Igor Bauersima.
- 1996: Jorgos in Rainer Werner Fassbinder: Katzelmacher. Regie: Johannes Flütsch.
- 1996: Alain in Igor Bauersima: Die Pflicht glücklich zu sein. Regie: Igor Bauersima.
- 1996: Helm in Tankred Dorst: Herr Paul. Regie: Johannes Flütsch.
- 1997: Max in Igor Bauersima: Mixed. Regie: Igor Bauersima.
- 1998: Tim in Igor Bauersima: Forever Godard. Regie: Igor Bauersima.
- 1998: Mephisto in C. D. Grabbe: Don Juan und Faust. Regie: Lubosch Held.
- 1999: Jim Carroll in Jim Carroll: In den Strassen von New York. Regie: Pascal Ulli.
- 1999: Casper in Igor Bauersima: Context. Regie: Igor Bauersima.
- 2000: C in Igor Bauersima: Exil. Regie: Igor Bauersima.
- 2001: Jim Carroll in Jim Carroll: The Basketball Diaries. Regie: Pascal Ulli.
- 2001: Hans Schnier in Heinrich Böll: Ansichten eines Clowns. Regie: Pascal Ulli & Caroline Ulli.
- 2001: Arty in Igor Bauersima: Factory. Regie: Igor Bauersima.
- 2003: Regie in Tamara Lardori: Mare Nero. Regie: Pascal Ulli & Caroline Ulli.
- 2003: Samy in Oliver Czeslik: Easy Money. Regie: Dana Fainaru.
- 2004: John Proctor in Arthur Miller: Hexenjagd. Regie: Urs Odermatt.
- 2005: Regie in Oliver Czeslik: Gaddafi rockt. Regie: Pascal Ulli.
- 2005: Willy Loman in Arthur Miller: Tod eines Handlungsreisenden. Regie: Caroline Ulli.
- 2006: Gessler in 400asa: Die letzte Chance. Regie: Samuel Schwarz.
- 2007: Ernst Ludwig in Chris Walker: Cabaret. Regie: Sean Stephens.
- 2008: Johannes Vockerat in Gerhart Hauptmann: Einsame Menschen. Regie: Caroline Ulli.
- 2011: Hans Schnier und Regie in Heinrich Böll: Ansichten eines Clowns. Regie: Pascal Ulli.
- 2014: Regie in Andrew Goffman: Pornosüchtig -The Accidental Pervert. (Theater Stok Zürich) Regie: Pascal Ulli
- 2015: Walter Hardmeier und Regie in Beat Schlatter & Stephan Pörtner: Polizeiruf 117. Regie: Pascal Ulli
- 2016: Regie in Andrew Goffman: Pornosüchtig. (Admiralspalast Berlin) Regie: Pascal Ulli
- 2017: Regie in Andrew Goffman: Pornosüchtig. (Schmidtchen Tivoli Hamburg) Regie: Pascal Ulli
- 2018: Alain Küng und Regie in Beat Schlatter & Stephan Pörtner: Die Bankräuber. Regie: Pascal Ulli
- 2018: Walter Hardmeier und Inszenierung in Beat Schlatter & Stephan Pörtner: Polizeiruf 117 – Basler Version. Regie: Bettina Dieterle
- 2020: Regie in Andrew Goffman: Pornosüchtig. (Rosenau Stuttgart) Regie: Pascal Ulli
- 2022: André Schütz und Regie in Beat Schlatter & Christoph Fellmann: Ab die Post. Regie: Pascal Ulli
- 2023: Regie in Beat Schlatter & Christoph Fellmann: WYBERHAAGGE Open Air am Ballenberg. Regie: Pascal Ulli

### Produzent
- 1994: Sexual Perversity in Chicago
- 1995: Tourist Saga
- 1996: Die Pflicht glücklich zu sein
- 1997: Mixed
- 1998: Forever Godard
- 1999: In den Strassen von New York
- 1999: Context
- 2000: Making Off
- 2000: Exil
- 2001: The Basketball Diaries
- 2001: Ansichten eines Clowns
- 2001: Factory
- 2003: Mare Nero
- 2003: Easy Money
- 2005: Gaddafi rockt
- 2005: Tod eines Handlungsreisenden
- 2000: Making Off
- 2005: Emilia
- 2008: Einsame Menschen
- 2010: Medea
- 2011: Jubiläumstour Ansichten eines Clowns
- 2014: Pornosüchtig – The Accidental Pervert (Theater Stok Zürich)
- 2015: Polizeiruf 117
- 2017: Pornosüchtig. (Schmidtchen Tivoli Hamburg)
- 2018: Die Bankräuber
- 2018: Polizeiruf 117 – Basler Version
- 2020: Pornosüchtig. (Rosenau Stuttgart)
- 2022: Ab die Post

## Auszeichnungen
- 1996: Cinéprix Télécom '96 (bester europäischer Nachwuchsschauspieler): Beim internationalen Filmfestival Stars de Demain in Genf für seine Rolle in Nacht der Gaukler
- 1998: Wanderpokal '98 (beste Produktion): am Theaterfestival Impulse in Nordrhein-Westfalen für die Produktion Forever Godard
- 2014: Nomination für den Schweizer Filmpreis Quartz 2014 als «Beste Darstellung in einer Nebenrolle» für seine Rolle in Der Goalie bin ig
- 2022: "Best performance 2022" am internationalen Desenzano Filmfestival in Italien für seine Arbeit in Phlegm

## Belege
1. ↑  An Interview with Pascal Ulli catholicboy.com, 24. August 2001
2. ↑  Filmkritiker wählen «Der Goalie bin ig» zum besten Schweizer Film blick.ch vom 15. Dezember 2014
3. ↑  Nominationen 2014 schweizerfilmpreis.ch
4. ↑  In 10 Wochen 15 Kilo weg blick.ch vom 17. Februar 2014
5. ↑  Schauspieler Pascal Ulli über die Abnehm-Tortur für seinen Film srf.ch vom 17. März 2014
6. ↑  Pascal Ulli swissfilms.ch
7. ↑  Ehrlich währt am kürzesten nzz.ch vom 12. Januar 2015
8. ↑  Pascal Ulli: Sei eine Träumer/in, werde Schauspieler/in. Selbstverlag (Kindle), 2023 (amzn.eu).

| Personendaten    | Personendaten                                   |
| ---------------- | ----------------------------------------------- |
| NAME             | Ulli, Pascal                                    |
| KURZBESCHREIBUNG | Schweizer Schauspieler, Produzent und Regisseur |
| GEBURTSDATUM     | 22. September 1969                              |
| GEBURTSORT       | Bern                                            |